# 멕시카나클릭
멕시카나 클릭(영어: MexicanaClick)은 1975년에 설립되어 2010년에 파산된 멕시코의 저비용 항공사이다. 허브 공항은 멕시코시티 국제공항이었으며 멕시코 국내선 항공기를 편성했던 항공사 중 하나이기도 했다. 또한 모기업인 멕시카나 항공과 마찬가지로 원월드의 가맹 회원에 속했다.

## 역사
멕시카나 클릭은 1975년에 아에로카리베로 설립되어 같은 해 7월부터 운항을 시작했다. 원래 유카탄반도를 소재한 투자자에 의해 설립했으나 1990년 8월에 멕시카나 항공이 인수해 로컬 노선을 담당하는 자회사로 페어차일드 FH-227과 맥도넬더글러스 DC-9 기종을 도입했다. 2005년 6월에 포커 100 기종으로 교체와 동시에 사명도 변경했다. 또한 멕시카나 항공의 멕시코 국내 노선을 일부 노선을 상속했다. 2005년 12월 포사다스 그룹에 매각됐다. 2008년 멕시카나 항공의 구조 조정의 일환으로 별도의 저비용 항공사 서비스를 중지하고 멕시카나 클릭을 통해 멕시코에서 국내선 목적지를 제공하기 시작한다고 발표했지만 모기업인 멕시카나 항공의 지속적인 경영난으로 인해 2010년 8월 28일 운행을 중단했다.